# Ректенна

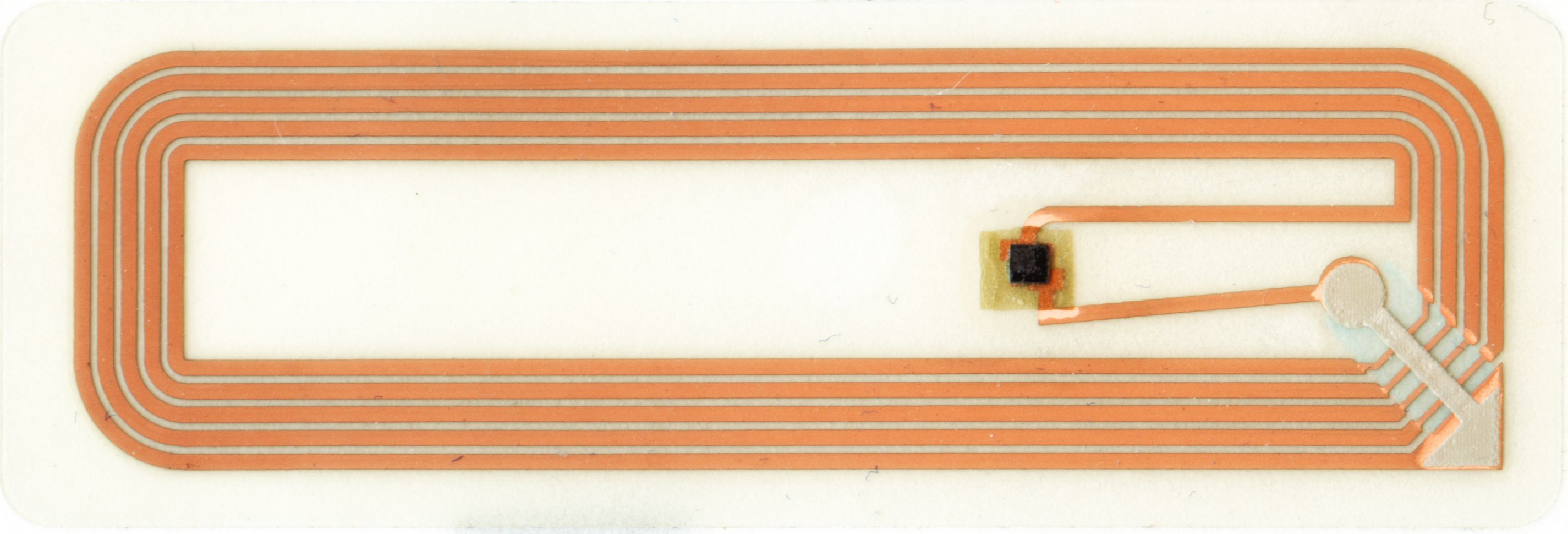
Ректенна, использующаяся для электропитания RFID устройств

Ректенна (от англ. rectifying antenna — выпрямляющая антенна) — устройство, представляющее собой нелинейную антенну, предназначенную для преобразования энергии поля падающей на неё электромагнитной волны в энергию постоянного тока. Простейшим вариантом конструкции может быть полуволновый вибратор, между плечами которого устанавливается устройство с односторонней проводимостью (например, диод). В таком варианте конструкции антенна совмещается с детектором, на выходе которого, при наличии падающей волны, появляется ЭДС. Для повышения усиления такие устройства могут быть объединены в многоэлементные решётки.
Ректенны могут применяться в качестве приёмников в каналах передачи энергии на большие расстояния, что особенно важно при транспортировке энергии от создаваемых солнечных электростанций с орбиты на Землю и наоборот, от Земли на поднимаемый аппарат, например, на космический лифт.
В 1976 году американскому физику Вильяму Брауну удалось передать энергию СВЧ-пучком мощностью 30 кВт на расстояние в 1 милю (1,6 км). КПД ректенны в этом эксперименте был чуть больше 80 %, что всё же ниже КПД ЛЭП.
Исследованию перспектив использования СВЧ колебаний и волн для создания новых и высокоэффективных систем передачи энергии посвятил немало времени один из крупнейших советских физиков, лауреат Нобелевской премии, академик Пётр Леонидович Капица.